# Marcia Neugebauer
Marcia Neugebauer, née le 27 septembre 1932 à New York, est une géophysicienne américaine. 
Elle a fait des contributions dans le domaine de la physique spatiale. Ses recherches sont parmi les premières qui ont permis d'établir des mesures directes du vent solaire et de la lumière sur leurs interactions physiques avec les comètes.

## Biographie
Elle a notamment travaillé  sur le capteur d'analyse de plasma du Mariner 2 qui a permis la première des nombreuses mesures du vent solaire et la découverte de ses propriétés. Elle a également développé des instruments d'analyse qui ont été mis en orbite autour de la Terre. Certains de ces instruments ont été utilisés sur la lune par les astronaute des missions Apollo, d'autres ont été envoyés à la rencontre de la comète de Halley sur la mission européenne Giotto.
Elle était une scientifique d'étude pour de nombreuses missions dans l'espace au cours de sa longue carrière à la NASA. Elle a occupé plusieurs postes de direction au Jet Propulsion Laboratory, comme le poste de directrice de la section Physics and Space Physics, de directrice de l'équipe d'étude du Mariner Mark II, scientifique sur le projet Rangers 1 et 2 et sur la mission de survol de la comète Rendezvous Asteroid Flyby.
Elle a servi en tant que présidente de l'Union américaine de géophysique de 1994-1996 et a été la Rédactrice en Chef de la revue Reviews of Geophysics. Elle a également présidé le National Academy of Sciences comité dans la section Solar and Space Physics.
Marcia Neugebauer est née à New York. Elle a reçu un B.A. en physique à l'université Cornell en 1954, suivi par un M.S. en physique à l'université de l'Illinois à Urbana en 1956. Elle a reçu un doctorat honorifique de physique en 1998 par l'université du New Hampshire.
Elle était mariée à l'astrophysicien Gerry Neugebauer.

## Distinctions et honneurs
En 1967, le musée des sciences et de l'industrie de Californie a nommé Marcia Neugebauer Femme scientifique californienne de l'année (« California Woman Scientist of the Year »). Elle a reçu de nombreuses récompenses de la NASA, y compris les Exceptional Scientific Achievement Award, le prix Outstanding Leadership Medal, et la Distinguished Service Medal qui est la plus haute distinction délivrée par la NASA. En 1997, elle a été intronisée au Women in Technology International Hall of Fame (en). En 2004, elle a reçu le William Kaula Award et, en 2010, a reçu le prix Arctowski Medal de la National Academy of Sciences.